# Fort Sao Jago da Mina

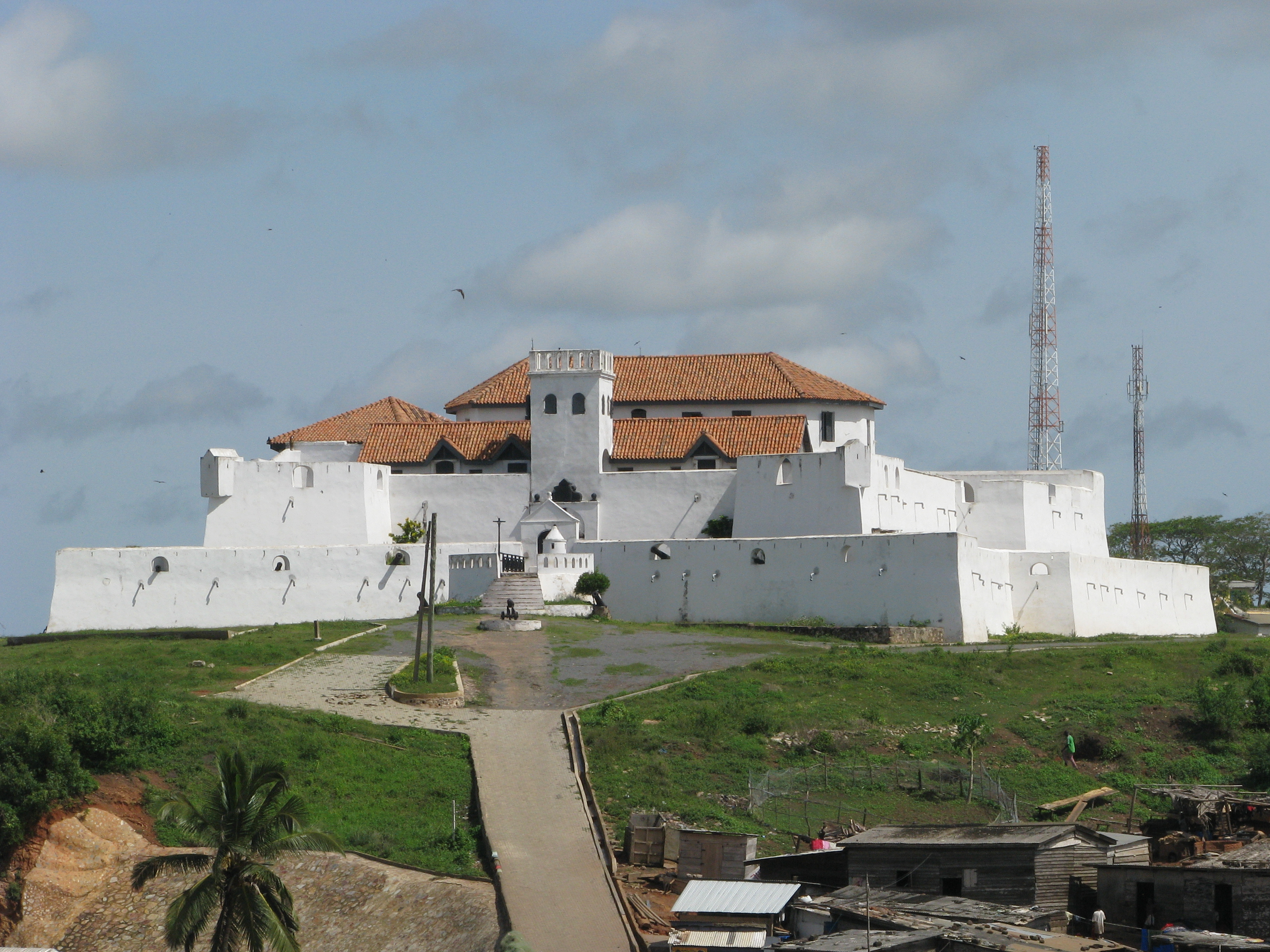
Fort Sao Jago da Mina

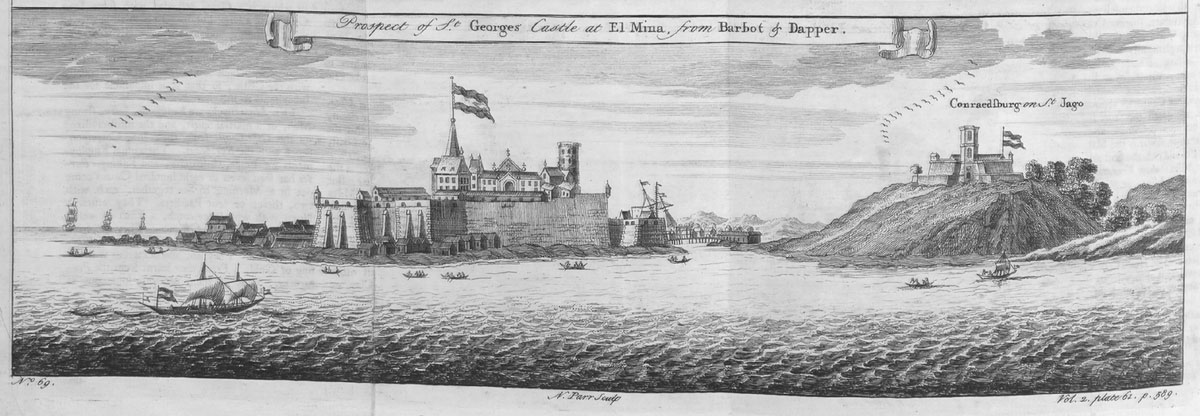
Historische Ansicht (17. Jahrhundert) der Forts Sao Jorge und Sao Jago da Mina. Rechts auf dem Hügel:Sao Jago da Mina

Fort Sao Jago da Mina, oder auch Coenraadsburg, ist eine Festung in der ghanaischen Küstenstadt Elmina. 1652 von den Niederländern errichtet, liegt sie zweihundert Meter Luftlinie von dem bekannteren, älteren und größeren Fort São Jorge da Mina entfernt. Seit 1979 steht das Fort auf der Liste des UNESCO-Weltkulturerbe.
Fort Sao Jago da Mina liegt auf einem Hügel, auf dem die Portugiesen zwischen 1555 und 1558 eine befestigte Kapelle errichtet hatten. Daher stammt der portugiesische Name des Forts, der leicht zu Verwechselungen führt. Von diesem Hügel aus hatten die Niederländer 1637 die erwähnte portugiesische Festung bombardiert und so nach mehreren vergeblichen Versuchen in den Jahrzehnten vorher eingenommen. Um zu verhindern, dass ihren Feinden eine Eroberung der gerade eingenommenen portugiesischen Festung vom Hügel St. Jago aus gelingt, befestigten die Niederländer den Hügel mit Erdwällen. Die Kapelle wandelten sie in ein Wohnhaus um, bauten zusätzlich einen Wachtturm und errichteten dort schließlich 1652 das Fort Sao Jago da Mina / Conraadsburg. Tatsächlich ist die Festung nie erobert worden, bis sie 1872 wie andere Besitzungen der Niederländer an der Goldküste auch, an die Briten verkauft wurde. Im Gegensatz zu anderen Forts an der Goldküste diente Sao Jago da Mina nie dem Sklavenhandel, sondern hatte rein militärische Bedeutung bzw. wurde als Arrestanstalt für europäische Verurteilte genutzt.
Die Burg ist zwischen 1956 und 1960 restauriert worden und zieht erhebliche Besuchermengen an.